# Legazpi (métro de Madrid)
Pour les articles homonymes, voir Legazpi.
Legazpi est une station de la ligne 3 et la ligne 6 du métro de Madrid en Espagne. Elle est située sous la place Legazpi dans l'arrondissement d'Arganzuela.

## Situation sur le réseau
Établie en souterrain, la station de correspondance se divise en deux sous-stations : sur la ligne 3, elle est située entre la station Delicias au nord, en direction du terminus Moncloa, et la station Almendrales au sud, en direction du terminus El Casar ; sur la ligne 6, elle est située entre la station Usera au sud-ouest, en direction du terminus Laguna et la station Arganzuela-Planetario au nord-est, en direction du terminus Lucero.

## Histoire
La station est ouverte aux voyageurs le 1er mars 1951, lors de la mise en service du prolongement de la ligne 3 depuis Delicias. Elle porte le nom du conquistador Miguel López de Legazpi (1502-1572), qui débarqua aux Philippines en 1565.
La station de la ligne 6 est mise en service le 7 mai 1981, lors de l'ouverture à l'exploitation de la section de Pacífico à Oporto. 
Elle demeure le terminus sud de la ligne 3 jusqu'au 21 avril 2007, lorsque le prolongement jusqu'à Villaverde Alto est mis en service.

## Services aux voyageurs

### Accès et accueil
La station possède trois accès équipés d'escaliers et d'escaliers mécaniques ainsi qu'un quatrième par ascenseur directement depuis la rue. Les installations souterraines permettent les correspondances entre les quais respectifs des lignes 3 et 6.

Installations
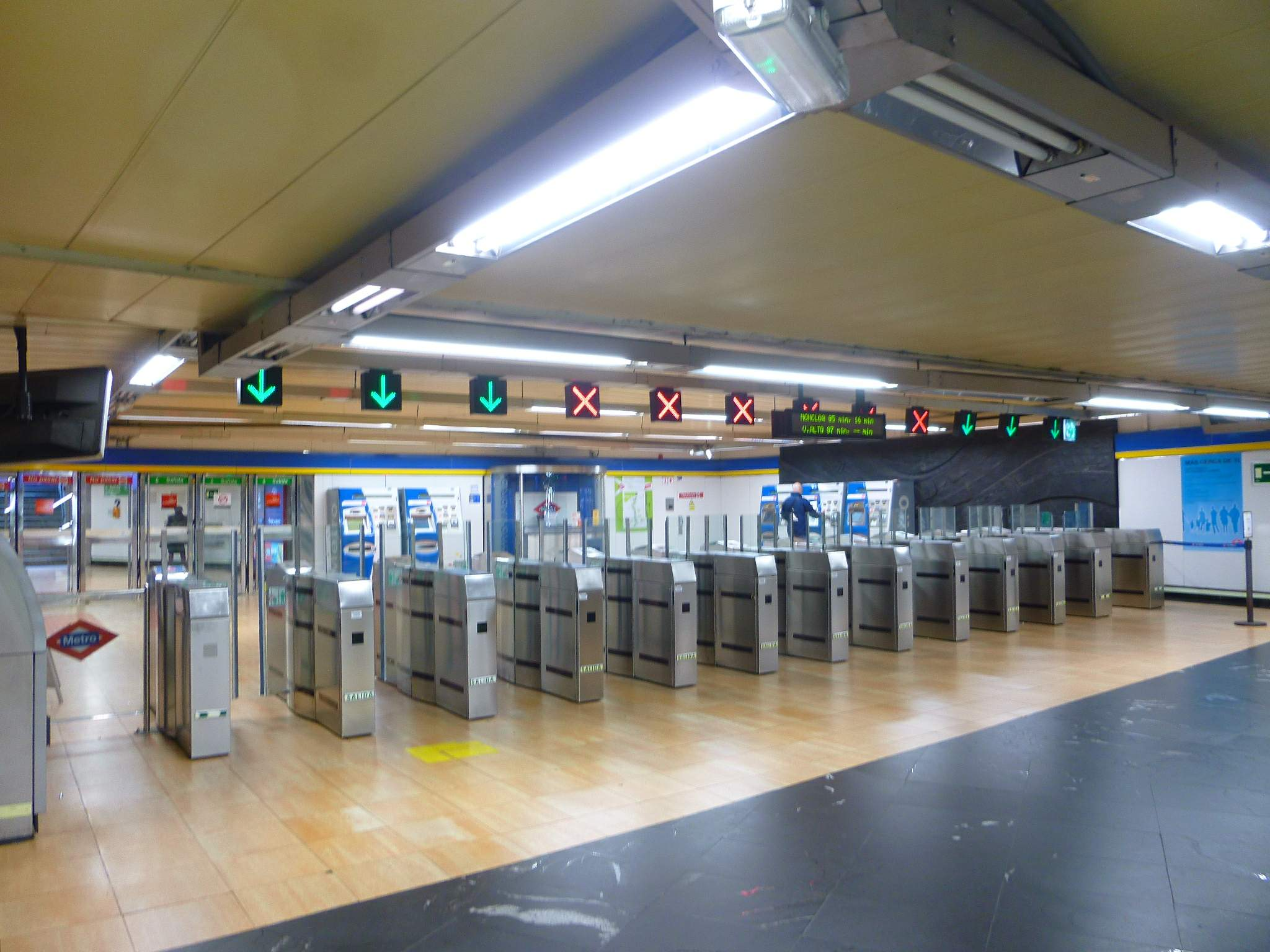
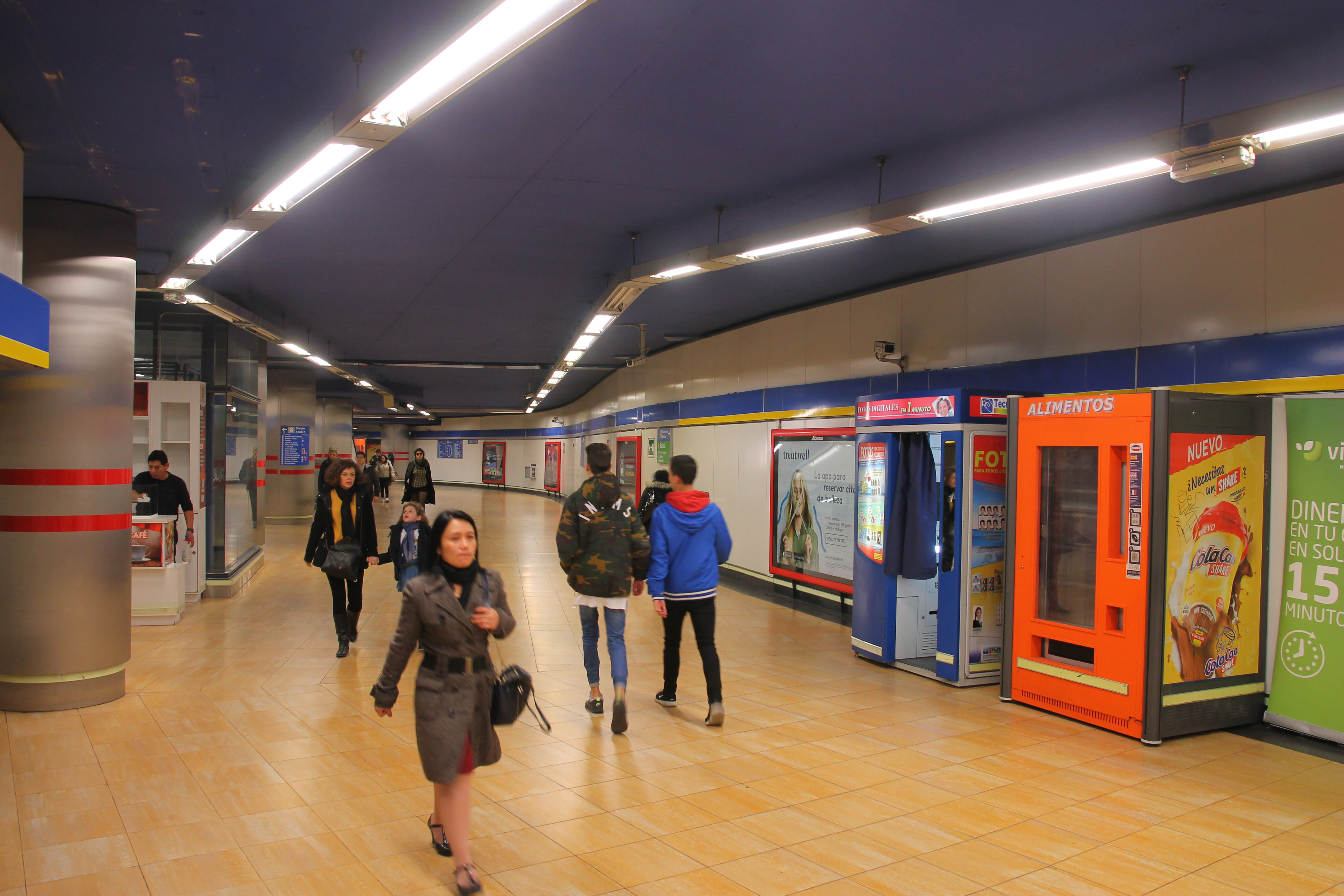
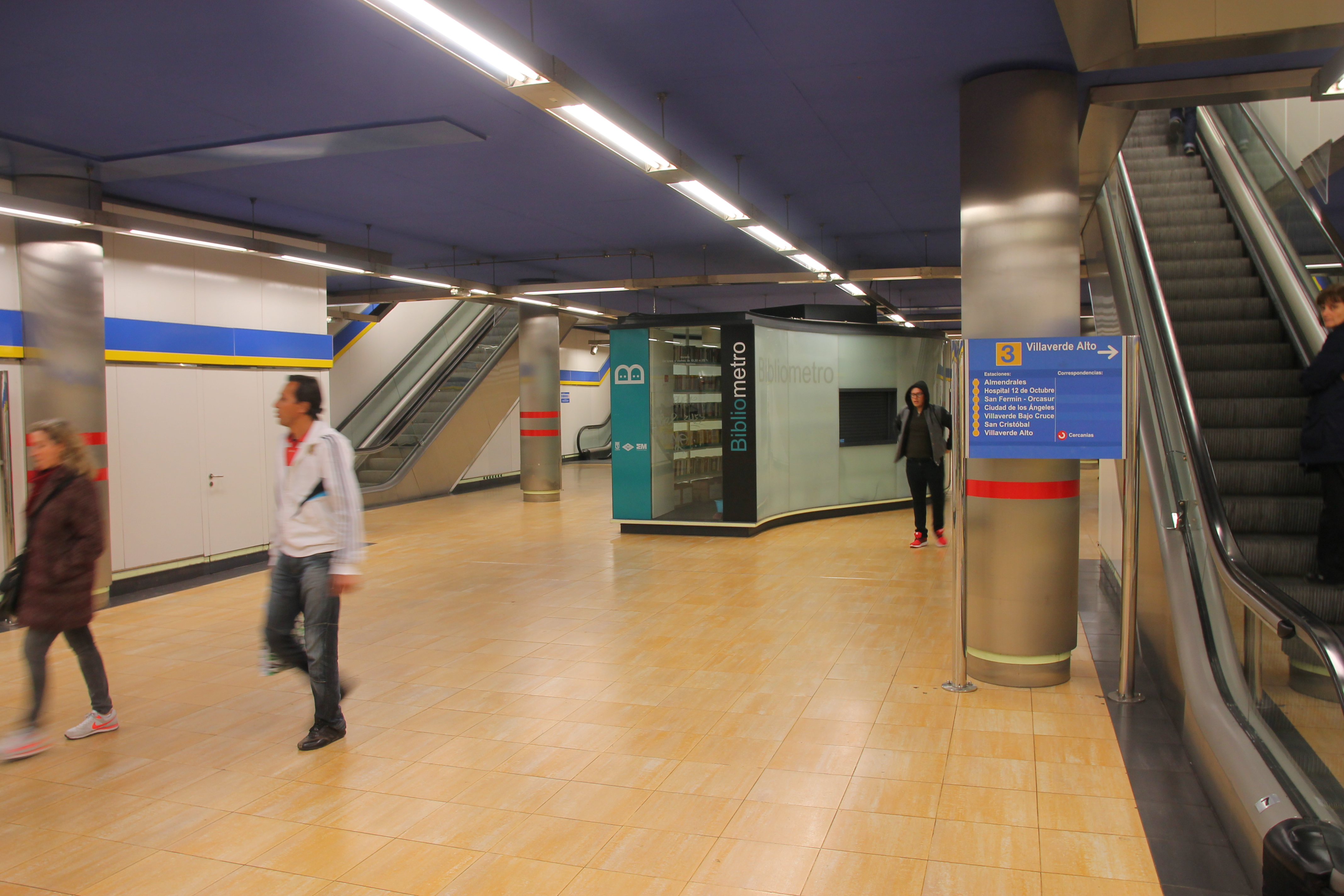

### Desserte

#### Station ligne 3
Legazpi ligne 3 est desservie par les rames de cette ligne.

Installations et desserte
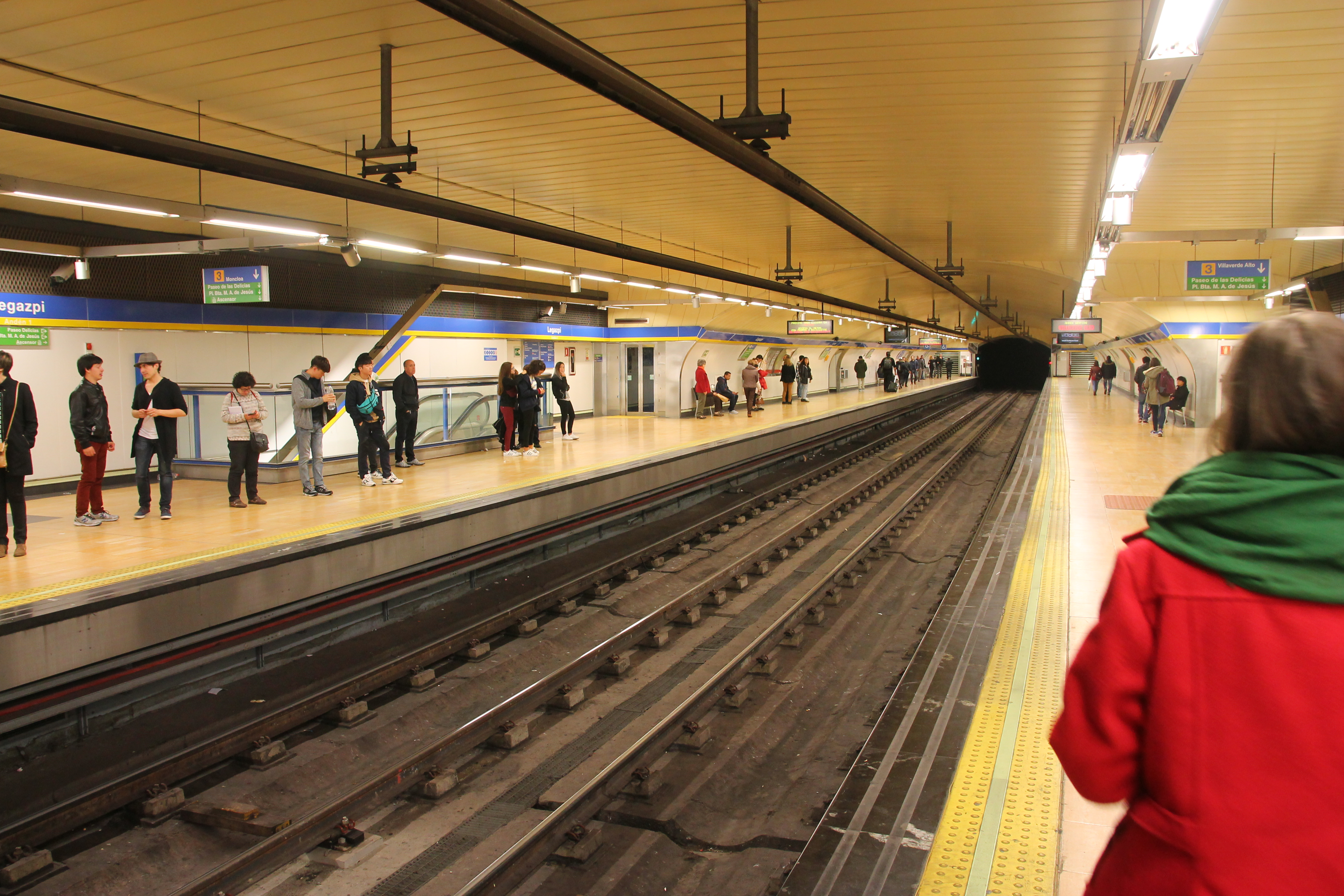
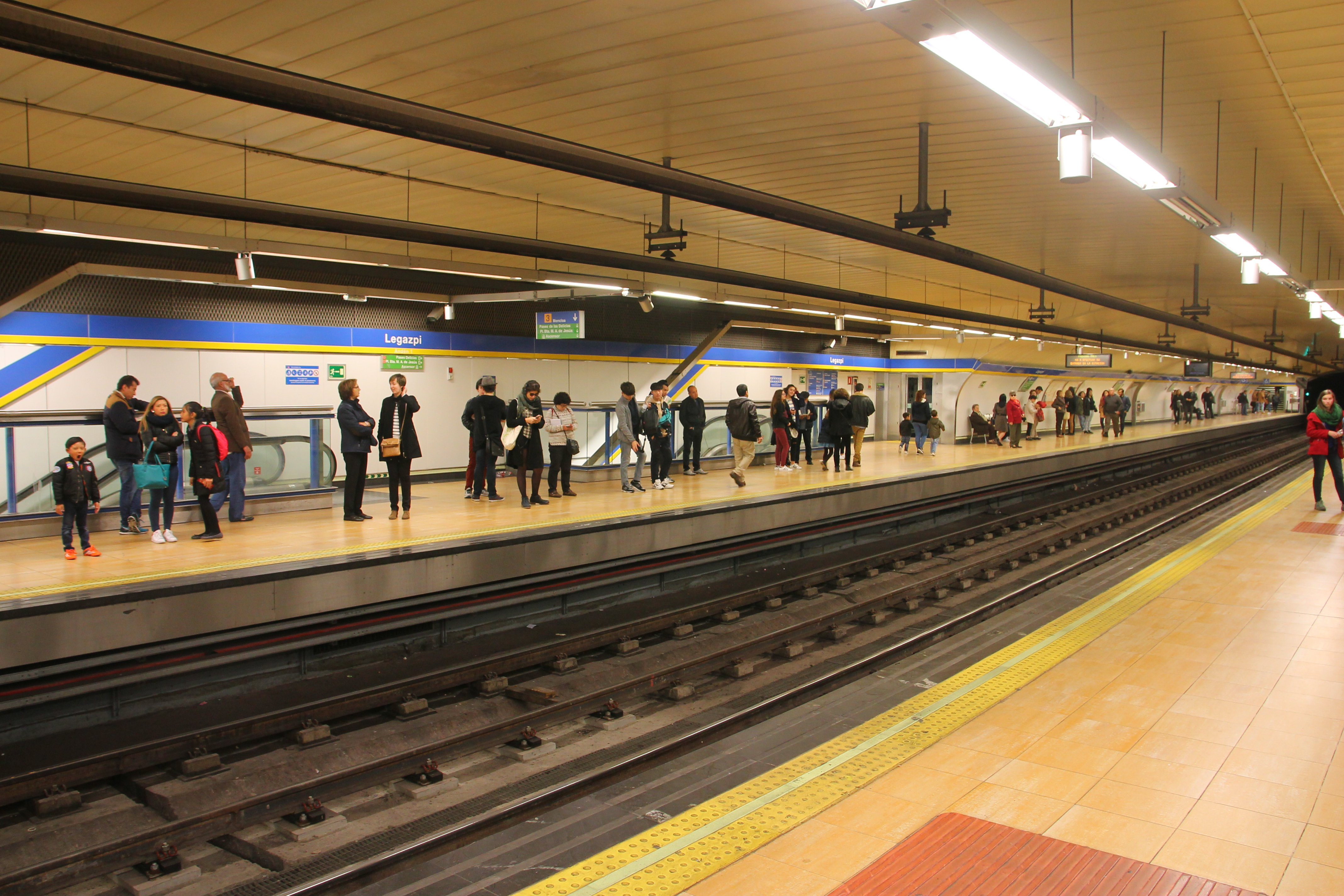
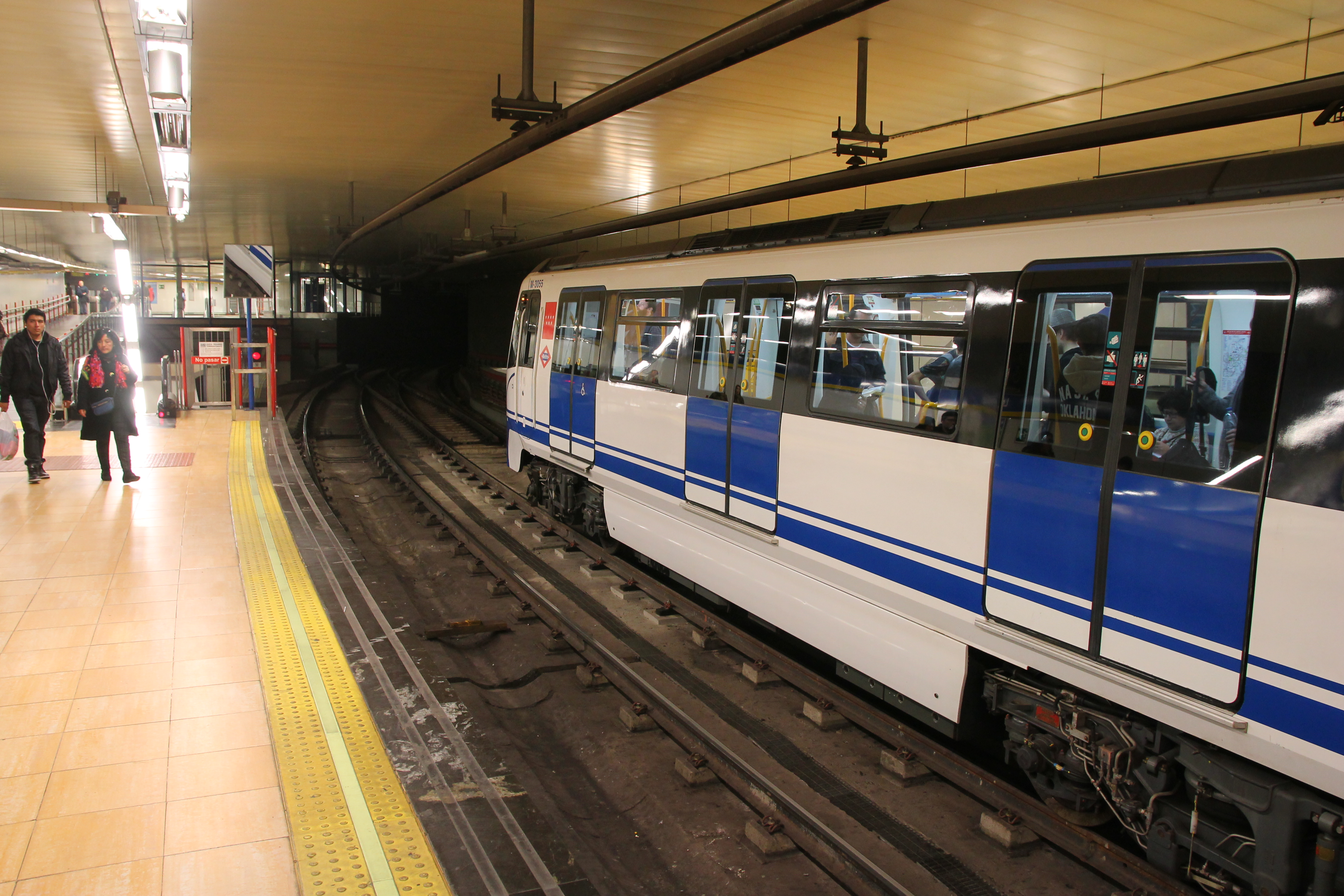

#### Station ligne 6
Legazpi ligne 6 est desservie par les rames de cette ligne.

Installations et desserte
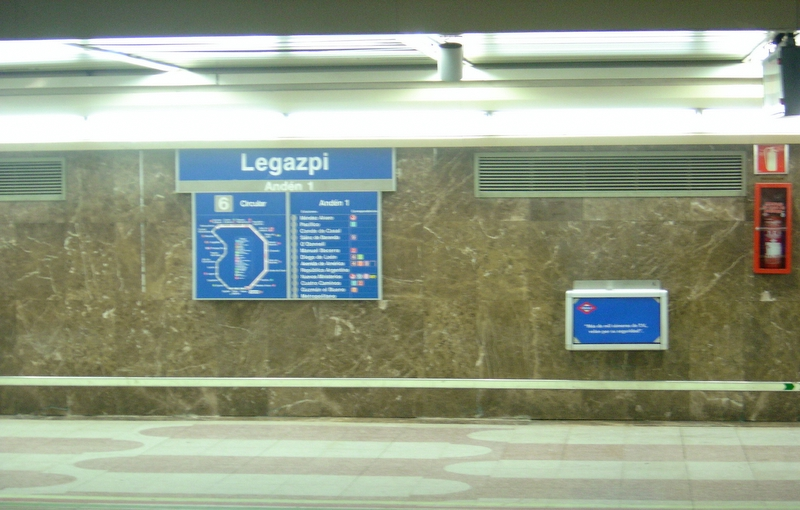
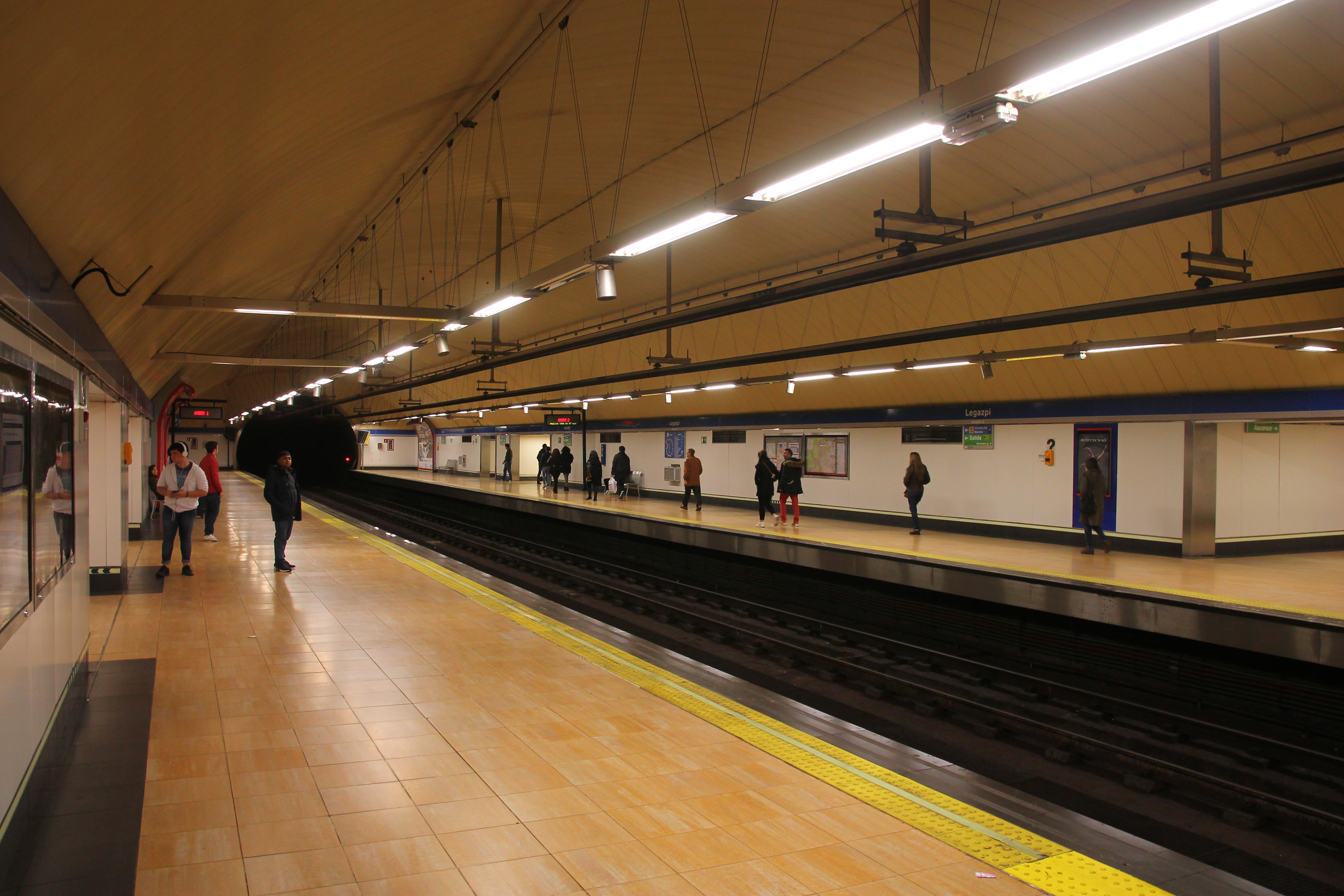
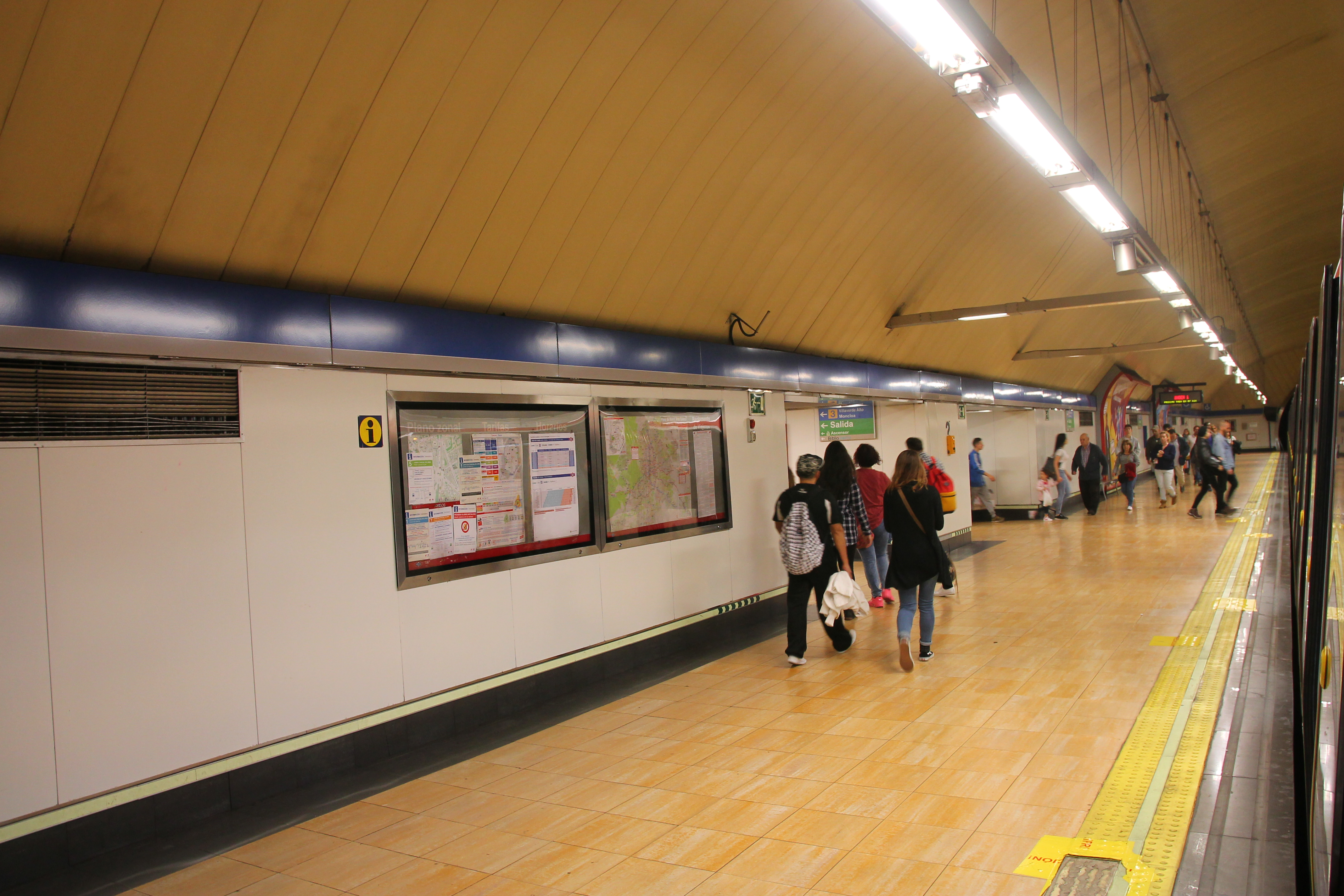

### Intermodalité
La station est reliée avec une gare routière, ce qui en fait l'un des plus importants pôles d'échanges du sud de la capitale. Elle est en correspondance avec les lignes d'autobus n°6, 8, 18, 19, 22, 45, 47, 59, 62, 76, 78, 79, 85, 86, 123, 148, 156, 180, 247, T32, N12, N13 et N14 du réseau EMT et avec les lignes d'autocars interurbains n°411, 421, 422, 423, 424, 426, 429, 447 et 448.

## À proximité
La station se trouve à proximité du centre culturel Matadero Madrid.